# Бакрадзе Давид Ілліч
Давид Ілліч Бакрадзе (21 січня 1912, село Борі (Боріті) Шорапанського повіту Кутаїської губернії, тепер Хараґаульський муніципалітет, Грузія — 8 грудня 1977, Тбілісі, Грузія) — грузинський радянський державний діяч, командир партизанського загону. Депутат Верховної ради Грузинської РСР 4-го скликання. Депутат Верховної ради СРСР 2—3-го скликань. Герой Радянського Союзу (7.08.1944).

## Життєпис
Народився в родині залізничника. У 1930 році закінчив Тифліську залізничну середню школу. 
З 1930 до 1933 року працював бригадиром із електрифікації на будівництві Сурамського перевалу Закавказької залізниці.
У 1933—1938 роках — студент Тбіліського лісотехнічного інституту.
Член ВКП(б) з 1938 року.
З 1938 по 1940 рік працював на будівництві лісопильного заводу в Архангельській області.
У 1940 році призваний до лав Червоної Армії. Закінчив полкову школу і був призначений командиром гармати 225-го легкого артилерійського полку 132-ї стрілецької дивізії (місто Миргород Полтавської області), яка із початку німецько-радянської війни воювала на Західному фронті. Брав участь у боях за місто Могильов. Під час відступу під Прилуками разом із товаришами потрапив в оточення, здався в німецький полон і в грудні 1941 року був кинутий у табір для військовополонених у місті Конотопі Сумської області.
Влітку 1942 року з групою товаришів утік із полону і вирішив перейти лінію фронту, щоб знову стати бійцем Червоної армії. Від Конотопу до Брянщини втікачі добиралися майже місяць. Наприкінці серпня 1942 року зупинилися у Землянських лісах, там зустрілися з партизанами. 12 вересня 1942 року Давида Бакрадзе було зараховано до партизанського загону та призначено командиром гармати. Бойові якості Бакрадзе проявилися під час рейду з'єднання під командуванням Сидора Ковпака на Правобережну Україну. 9 березня 1943 року Давид Бакрадзе був призначений командиром 9-ї партизанської роти. Брав участь у Карпатському рейді радянських партизан влітку 1943 року. Під час виходу із Карпат Давида Бакрадзе та групу його партизанів гітлерівці оточували 21 раз, але група весь час виривалася з кільця оточення.
У 1944 році під час рейду Першої Української партизанської дивізії за Західний Буг та в східні райони Польщі Давид Бакрадзе командував партизанським полком імені С. В. Руднєва. Цей полку під час рейду захопив міст через річку Німан та охороняв його від німецьких військ до приходу радянських частин. Загалом у двох рейдах полк під командуванням Давида Бакрадзе знищив 1500 солдатів і офіцерів противника, 4 паровози, 105 автомашин та танків, 5 залізничних та шосейних мостів.
Указом Президії Верховної Ради СРСР від 7 серпня 1944 року «за винятково сміливі дії в тилу ворога, особистий героїзм та ініціативу, виявлені в партизанській боротьбі проти окупантів» Давиду Іллічу Бакрадзе присвоєно звання Героя Радянського Союзу з врученням ордена Леніна і медалі «Золота Зірка».
З 1945 року підполковник Давид Бакрадзе — в запасі.
З березня 1945 року — заступник народного комісара (з 1946 року — міністра) місцевої промисловості Грузинської РСР. Потім був на керівній роботі в промисловості.
З 1965 до грудня 1977 року — керуючий тресту «Грузмармур» Міністерства промисловості будівельних матеріалів Грузинської РСР.
Помер 8 грудня 1977 року в Тбілісі. Похований на Сабурталінському цвинтарі Тбілісі.

## Звання
- капітан
- майор
- підполковник

## Нагороди
- Герой Радянського Союзу (7.08.1944)
- три ордени Леніна (5.01.1944, 7.08.1944, 2.04.1966)
- орден Вітчизняної війни І ст. (7.03.1943)
- орден Червоної Зірки (8.05.1944)
- Золотий хрест ордену Virtuti Militari IV-го класу (Польща) (1965)
- медаль «Партизанові Вітчизняної війни» 1-го ст. (20.08.1943)
- медаль «За перемогу над Німеччиною у Великій Вітчизняній війні 1941—1945 рр.»
- медалі
- Заслужений інженер Грузинської РСР